# Leptopelis mackayi
Leptopelis mackayi är en groddjursart som beskrevs av Köhler, Bwong, Schick, Veith och Stefan Lötters 2006. Leptopelis mackayi ingår i släktet Leptopelis och familjen Arthroleptidae. IUCN kategoriserar arten globalt som otillräckligt studerad. Inga underarter finns listade i Catalogue of Life.